# Acumen Nation
Acumen Nation ist eine seit den späten 1980er-Jahren aktive US-amerikanische Alternative-Metal-/Industrial-Metal-Band aus Chicago, Illinois.

## Bandgeschichte
Die Gruppe begann zunächst unter dem Namen Acumen, musste sich jedoch nach einem Namensstreit mit einer gleichnamigen Band, der vor Gericht ausgetragen wurde, für etwas anderes entscheiden. Man hing kurzerhand Nation an, und der endgültige Bandname war gefunden.
Das erste Album, Transmissions From Eville, wurde 1994, kurz nach Veröffentlichung einer gleichnamigen Demoplatte herausgebracht. Es folgten die Alben Territory=Universe (1996), More Human Heart (1997), 1998 eine remasterte Wiederveröffentlichung von Transmissions From Eville, The 5ifth Column (2002), Lord of the Cynics (2003), Anticore (2006) und 2007 das bislang letzte Album, Psycho the Rapist.
Die verschiedenen Veröffentlichungen wurden begleitet von einigen Besetzungswechseln.
Die beiden Acumen-Nation-Bandmitglieder Jason Novak und Jamie Duffy begründeten im Jahr 1998 zudem ein gemeinsames Nebenprojekt, DJ? Acucrack, welches sich stark auf Drum and Bass fokussiert.
Acumen Nation tourten unter anderem schon mit Bands wie Front Line Assembly.
Am 22. Juni 2012 wurde bekannt, dass Jamie Duffy sich das Leben genommen hat.

## Stil
Die Band vermischt in ihrer Musik Elemente aus dem Alternative Metal mit denen der elektronischen Musik, wie beispielsweise Breakbeat/Drum and Bass, sowie des Industrial Rock/Industrial Metal.

## Diskografie

### Studioalben
- 1994: Transmissions From Eville (als Acumen)
- 1996: Territory=Universe (als Acumen)
- 1997: More Human Heart
- 1998: Transmissions From Eville (Wiederveröffentlichung)
- 2002: The 5ifth Column
- 2003: Lord of the Cynics
- 2006: Anticore
- 2007: Psycho the Rapist

### Kompilationen und Remixalben
- 2002: Coming Down: The Bastard Remix Album (Remixalbum)
- 2004: Artifacts: 1990-1993, Volume 1 (Kompilation älteren Materials)
- 2005: What the F**k?: 10 Years of Armed Audio Warfare (Kompilation von Demo- und Remix-Material)
- 2008: Artifacts II: 1989-1994 (Kompilation älteren Materials)

### Singles und EPs
- 1997: Unkind (EP)
- 1998: If You Were / Bleed for You (EP)
- 2000: Strike 4 (EP)